# Fort Perch Rock
Fort Perch Rock werd in 1826 gebouwd aan de monding van de rivier de Mersey ter verdediging van Liverpool en Birkenhead.
Tijdens de Napoleontische oorlogen was er angst voor een Franse invasie. Kooplieden in Liverpool opperden in 1803 het plan om een fort te bouwen bij New Brighton, aan de monding van de Mersey. Over de financiering van het plan volgde een uitgebreide discussie en het duurde tot 1826 alvorens met de bouw werd begonnen.
De bouw duurde drie jaar en het fort werd gemaakt van rode zandsteenblokken op een basis van zandsteenrotsen. Bij eb is het fort lopend over het strand te bereiken, maar bij vloed is het omgeven door water. Een brug verbindt het fort met het vaste land. 
Het fort was een ontwerp van kapitein John Kitson (1792-1835) van de Royal Engineers en bood ruimte aan 100 man plus officieren met voldoende proviand en bewapening. Het is 4000 m² groot en de bouwkosten bedroegen £ 27.000. De muren zijn tussen de zeven en tien meter hoog met ronde hoektorens. De bewapening bestond uit achttien kanonnen, waarvan zestien zware 32 ponders de hoofdingang voor de scheepvaart naar de Mersey dekte. De kanonnen stonden hoofdzakelijk aan de noord- en westkant opgesteld. De schepen passeerden op minder dan een kilometer van de kanonnen en het fort raakte bekend als het "Kleine Gibraltar van de Mersey".
In de jaren 1890 waren de kanonnen van het fort verouderd en aan vervanging toe. De aanpassingen vonden plaats tussen 1894 en 1899. Op het binnenterrein kwam een nieuwe geschutsopstelling, hier kwamen drie kanonnen met een kaliber van zes inch en tevens een een observatie- en schietpost op de oostelijke toren. Verder kwam er een groot zoeklicht om de riviermonding te verlichten. De muren, naar de zee gericht, werden met 15 voet verlaagd.
In de tijd dat het fort bezet was, is er tweemaal gevuurd. Aan het begin van de Eerste Wereldoorlog werd een Noors zeilschip beschoten terwijl de toegang gesloten was verklaard. De afgevuurde granaat vloog over het schip en landde in Hightown aan de andere kant van de Mersey. De granaat ontplofte niet waarmee schade aan land werd voorkomen.
Het fort werd in 1956 door het Ministerie van Oorlog buiten gebruik gesteld. Het werd verkocht aan de familie Darroch, die het fort altijd nog in eigendom heeft.
Het fort is een museum over militaire luchtvaart en maritieme geschiedenis en er worden gasttentoonstellingen en culturele evenementen gehouden.
Naast het fort staat een vuurtoren, New Brighton Lighthouse en ook wel bekend als de Perch Rock Lighthouse. De vuurtoren heeft geen maritieme functie meer. Samen met het fort zijn het bekende bezienswaardigheden van Wirral.